# Epoch Cassette Vision
Epoch Cassette Vision lub skrótowo Cassette Vision – konsola gier wideo wyprodukowana przez firmę Epoch, wydana 30 lipca 1981 roku, w późniejszym czasie wydano pomniejszoną wersję konsoli o nazwie Cassette Vision Jr. W dniu premiery konsola kosztowała 13 500 jenów, a gry na nią wydane około 4000 jenów.
Słowo "cassette" w nazwie konsoli jest synonimem kartridża, które były nośnikiem danych dla systemu, nie należy tego słowa mylić z kasetą magnetofonową. Konsola pod względem zaawansowania technologicznego jest porównywalna do Atari 2600. Cassette Vision posiada nietypowe kontrolery: po dwie gałki dla każdego gracza na obudowie konsoli, jedna do sterowania w pionie, a druga w poziomie i dodatkowo po dwa przyciski dla każdego gracza.
W 1984 roku powstała konsola Super Cassette Vision, która była następcą Cassette Vision, posiadała lepsze komponenty, porównywalne do Atari 7800 i Nintendo Entertainment System. Super Cassette Vision, oprócz Japonii została wydana również w Europie.

## Lista gier

### Cassette Vision
Na Cassette Vision wydano oficjalnie 11 poniższych tytułów, poza tym, jedna gra - Grand Champion, była planowana lecz nie została ostatecznie wydana.
- Astro Command - gra akcji wydana przez Epoch w 1983 roku.
- Baseball - gra sportowa wydana przez Epoch w 1981 roku.
- Battle Vader - shooter wydany przez Epoch w 1982 roku.
- Big Sports 12 - gra sportowa wydana przez Epoch w 1981 roku.
- Elevator Panic
- Galaxian - gra nie bazowała na grze o tym samym tytule, lecz na Moon Cresta
- Kikori no Yosaku
- Monster Block
- Monster Mansion - klon gry Donkey Kong
- New Baseball
- PakPak Monster - klon gry Pac-Man

### Super Cassette Vision
Na Super Cassette Vision wydano oficjalnie 30 poniższych tytułów.
- Astro Wars - Invaders from Space
- Astro Wars II - Battle in Galaxy
- BASIC Nyuumon
- Boulder Dash
- Comic Circus
- Doraemon
- Dragon Ball: Dragon Daihikyō
- Dragon Slayer
- Elevator Fight
- Lupin III
- Mappy
- Milky Princess
- Miner 2049er
- Nebula
- Nekketsu Kung-Fu Load
- Pole Position II
- Pop and Chips
- Punch Boy
- Rantou Pro-Wrestling
- Shogi Nyuumon
- Sky Kid
- Star Speeder
- Super Base Ball
- Super Golf
- Super Mahjong
- Super Sansu-Puter
- Super Soccer
- TonTon Ball
- WaiWai(Y2) Monster Land
- Wheelie Racer